# 解凍レンジ
解凍レンジ（かいとうレンジ）は、LHA形式、ZIP形式を始めとした多くの形式に対応したアーカイバ。1999年2月14日に公開され、オンラインソフトウェア大賞2000に入賞した。
脆弱性が発見され、JPCERT/CCが2010年から2023年まで開発者との連絡を複数回試みたにもかかわらず、返答がなかったため、2024年3月25日にJVNで脆弱性の内容が公表され、解凍レンジの使用中止が呼びかけられた。

## 機能
外部DLLを必要とせずに、LHA(LZH)、ZIP、CAB、ARJ、TAR、GZ、Z、BZ2、TGZ、TAZ、TBZ、MS-COMPRESSの展開に対応する。パスワード付きアーカイブにも対応している。リリース当初はLZH、ZIP、CABの3種類にのみ対応していた。
書庫（アーカイブファイル）からのドラッグ・アンド・ドロップによる展開に対応しているほか、書庫の内容を表示し、必要に応じて個別に操作する「書庫内容表示」機能を持つ。

## 沿革
Microsoft Windowsにおけるアーカイブ展開ソフトウェアは外部DLLを必要としないLhasaが広く使われていたが、Lhasaが一時アップデートされなくなり、そこで解凍レンジが1999年2月14日に公開された。以降はLhasaや解凍レンジと同種のアーカイブ展開ソフトウェアが多数公開され、「簡単解凍ソフトの戦国時代」と形容された。
2024年3月25日、解凍レンジにおける任意の実行ファイル読み込みが可能な脆弱性がJVNより公表された。解凍レンジは2002年6月を最後に更新されておらず、JPCERT/CCによれば2010年から2023年にかけて開発者への複数回の連絡に対する応答がない。そのため、JVNでは解凍レンジの利用中止が呼びかけられた。

## 開発者
開発者の白川泰洋は広島市出身の会社員（2000年時点）であり、1995年ごろより会社でMicrosoft Accessを使用するようになったことがきっかけになり、パソコンに触れるようになった。プログラミングではまずVisual Basicを使って、アイコンを変えるソフトウェア「IconMan」を開発し、そのインストーラーに採用する自己解凍形式を検討している際に圧縮と展開のアルゴリズムを勉強し始めた。この勉強で関心がアイコンから圧縮と展開に移り、Info-ZIPやLHAのソースコードを参考に解凍レンジを開発した。解凍レンジの開発にあたり、アーカイブ展開時間を計測するソフトウェア「解凍ベンチ」も開発した。